# 巨唇狸藻
巨唇狸藻（學名：Utricularia macrocheilos）为狸藻屬一年生小型食虫植物。其种加词“macrocheilos”来源于希腊文“makros”和“kheilos”，意为“长，巨型”和“唇”。巨唇狸藻为非洲热带西部的特有种，仅存在于几内亚和塞拉利昂的山脉中。巨唇狸藻陆生于潮湿的岩石表面，花期为八月至次年一月。

## 植物学史
巨唇狸藻的第一份标本最初包含于1914年弗朗索瓦·佩列格林（François Pellegrin）对紧抱狸藻（U. prehensilis）的描述，及1931年约翰·哈钦松和尼科尔·亚历山大·达尔泽尔（Nicol Alexander Dalzell）对小瓣狸藻（U. micropetala）的描述中。1963年，彼得·泰勒对非洲类群的检查中认为这些标本为一个不同的类群，并将其归为小瓣狸藻的变种。经过与其他植物学家的讨论后，该类群在1986年被进一步的提升为独立物种，描述为巨唇狸藻。与小瓣狸藻相比，巨唇狸藻具有更长的花冠，且其果期的花萼裂片顶端较非急尖。但彼得·泰勒也注意到，这两者营养组织及种子似乎是一致的。